# St. Quirin (Bozen)

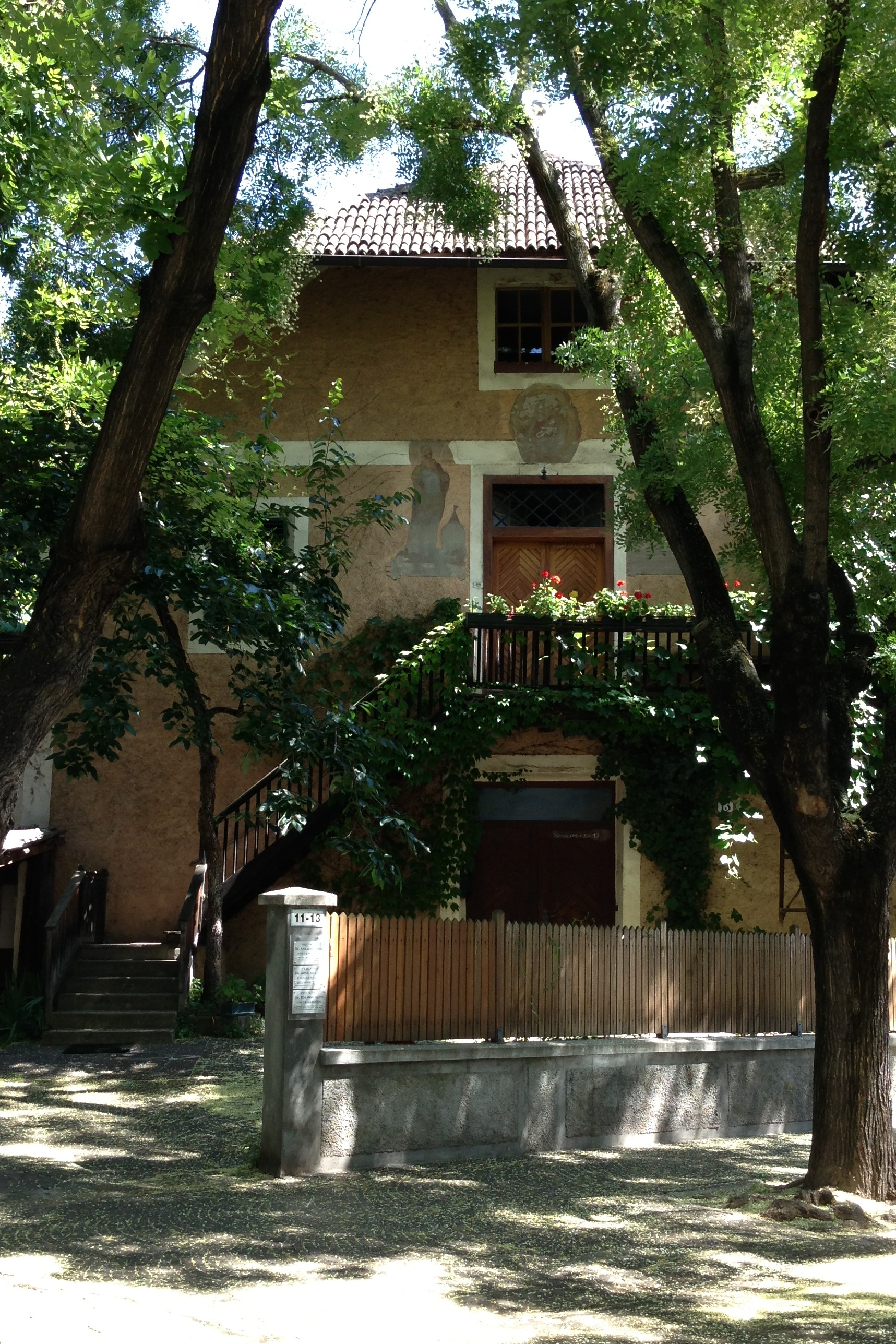
Der Quireinhof (bei Gugler) neben St. Quirin

St. Quirin ist ein im Keller eines Bauernhofs teilweise erhaltenes mittelalterliches Kirchengebäude im Stadtteil Quirein in Bozen (Südtirol). Es befindet sich unterhalb des Hauses in der Venediger Straße 13 und steht seit 1951 unter Denkmalschutz. Das ehemalige Gotteshaus war dem heiligen Quirinus von Tegernsee geweiht. 
Um 746 stifteten die adligen Brüder Oatkar und Adalbert das Kloster Tegernsee. Da Bozen damals zum Herzogtum Baiern gehörte, überließen die Stifter dem Kloster auch zahlreiche Güter im heutigen Südtirol, darunter ansehnliche Weingüter im Gebiet des heutigen Quirein. Das Kloster erbaute – unbekannt wann – eine St.-Quirinus-Kapelle als Eigenkirche auf seinem Grund; sie wird ca. 1173/74 in einer Traditionsnotiz des hier ebenfalls begüterten niederbayerischen Benediktinerklosters Biburg als „ad sanctum Quirinum“ erstmals erwähnt.

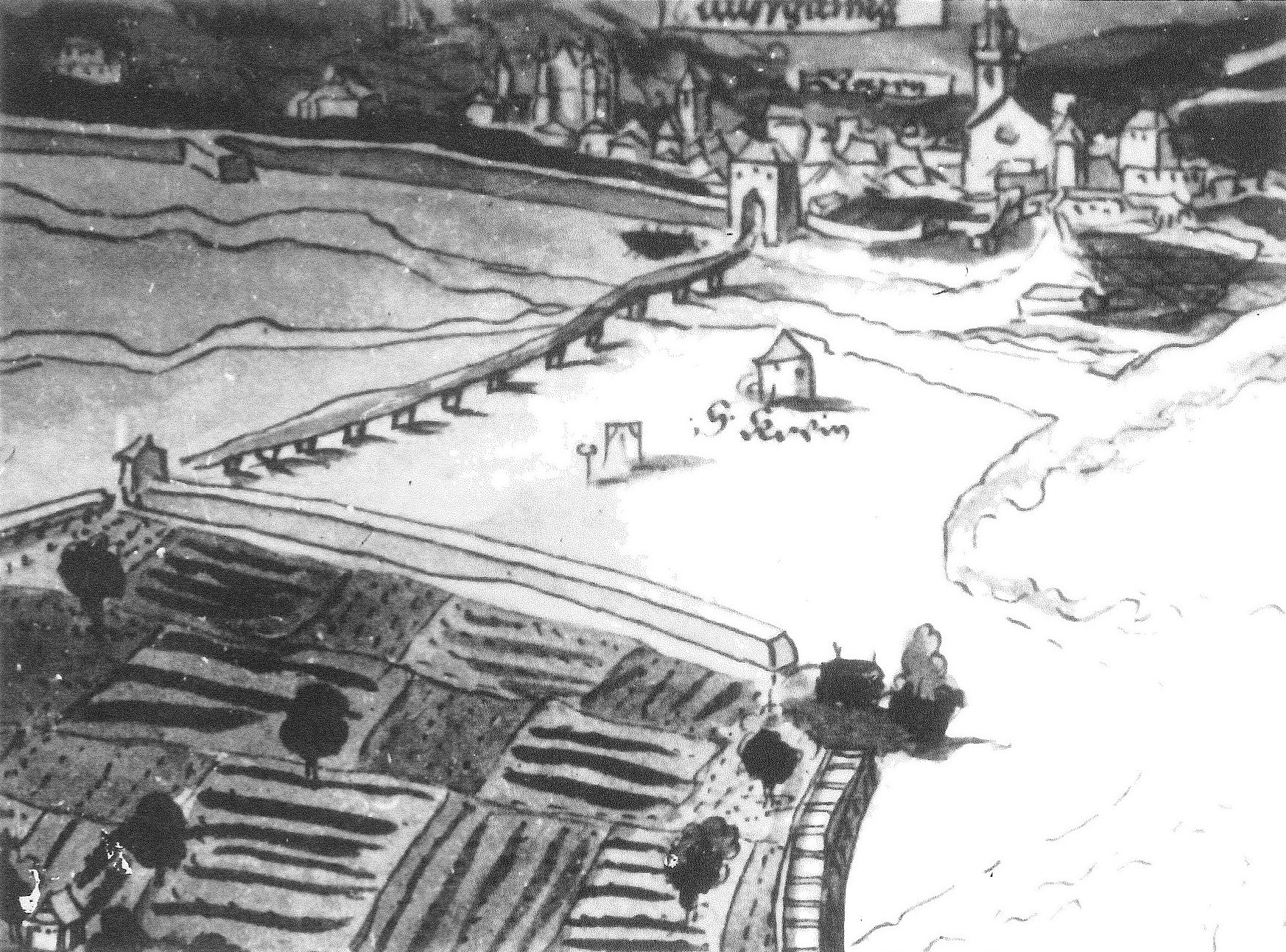
Die vermurte Quirinuskapelle (S. Krein) im Überschwemmungsgebiet der Talfer auf der Überschwemmungskarte 1541

Die Kapelle wurde ab dem Ende des 13. Jahrhunderts durch die Verlegung der Talfer eingemurt. Einst hatte der Fluss nämlich einen anderen Verlauf als heute: Auf der Höhe zwischen Schloss Maretsch und der Talferbrücke bog der Fluss nach Südwesten ab und mündete erst ungefähr beim heutigen Don-Bosco-Platz in den Eisack. Nachdem Graf Meinhard II. von Tirol 1278 die Herrschaft über die ganze Stadt Bozen erlangt hatte, beschloss er, der Talfer einen kürzeren Verlauf zu geben. 1282 wurde dann das neue Bett gegraben, und seither fließt die Talfer geradeaus zum Eisack. Dort, wo das neue Flussbett lag, wurden Weingüter durch die immer wieder auftretenden Talferhochwasser zerstört oder bedroht. Das Kirchlein selbst ist in der Bozner Kirchpropstrechnung von 1474/75 als „Sandt Kreinns kirchen“ bezeugt.
Oberhalb der heutzutage unterirdischen Kapelle wurde um 1610 eine neue Kirche gebaut. Die Quirinuskirche wurde im Zeitalter der Aufklärung 1782 im Zuge des Josephinismus profaniert und dann verkauft. Der Käufer (Gugler) ließ kurz darauf die oberhalb des Erdbodens befindlichen Teile des einstigen Kirchenbaues abbrechen und über dem Kirchenraum ein Wohnhaus errichten, das bis heute besteht. An der Fassade ließ Gugler den ehemaligen Kirchenpatron Quirinus und den Feuerschutzpatron St. Florian darstellen.
Der lateinische Name Quirinus wurde von der deutschen Bevölkerung Bozens zu Quirin bzw. Krein verkürzt, woraus sich im Laufe der Zeit die Ortsbezeichnung Quirein bildete. Diesen Namen trägt heute der Stadtteil um die Überreste der Kapelle.